# رتج الدرقية
رَتْج الدَّرقيَّة أو جيبة درقية هو هيكلٌ جنينيٌ من القوس البلعومية الثانية، وتخرجُ منه الخلايا الجريبية الدرقية. ينمو رَتْج الدَّرقيَّة من قاع البلعوم.